# مارلون دي سوزا لوبيز
مارلون دي سوزا لوبيز (5 سبتمبر 1976 في كوريتيبا في البرازيل – )؛ هو لاعب كرة قدم سابق كان يلعب كمهاجم.

## وصلات خارجية
- مارلون دي سوزا لوبيز على موقع اتحاد تركيا (لاعب) (الإنجليزية)
- مارلون دي سوزا لوبيز على موقع رابطة كرة القدم اليابانية للمحترفين (اليابانية)
- مارلون دي سوزا لوبيز على موقع قاعدة بيانات كرة القدم.إي يو (الإنجليزية)
- مارلون دي سوزا لوبيز على موقع عالم كرة القدم.نت (الإنجليزية)